# Маршалл (фильм)
«Маршалл» (англ. Marshall) — американский биографический юридический драматический фильм 2017 года режиссера Реджинальда Хадлина. Рассказывает о реальном деле из юридической карьеры Тэргуда Маршалла, будущего первого афроамериканца — судьи Верховного суда США. В главной роли — Чедвик Боузман.

## Сюжет
1941 год. Адвокат Национальной ассоциации содействия прогрессу цветного населения Тэргуд Маршалл ездит по стране и защищает людей, ставших жертвами расовых предрассудков и ошибочно обвиняемых в совершении преступлений. По возвращении в свой офис в Нью-Йорке Маршалл был отправлен в Бриджпорт, штат Коннектикут, для организации юридической защиты Джозефа Спелла, шофера, обвиняемого в изнасиловании своей белой работодательницы Элеаноры Страбинг. На слушании судья Пол Фостер, друг отца прокурора Лорина Уиллиса, соглашается с тем, чтобы Маршалл работал над защитой, но запрещает ему выступать во время судебного разбирательства и назначает местного страхового юриста Сэма Фридмана в качестве главного адвоката Спелла. Маршалл активно помогает Фридману с делом, например, когда советует ему предложить в члены жюри белую женщину-южанку, задающую много вопросов и сомневающуюся в доказательствах обвинения.
Спелл клянется Маршалу, что никогда не имел никаких сексуальных отношений с Страбинг. Маршалл и Фридман тщательно изучают рассказ Страбинг о том, что Спелл изнасиловал, а затем связал её на заднем сиденье своей машины и поехал на мост, где хотел сбросить тело. Слова Спелла приводят адвокатов к полицейскому патрулю, который остановил его в ту ночь в машине Страбинг. Они задаются вопросом, почему Спелл выбросил её в более спокойное место реки, а не на пороги. Первоначально по предложению Уиллиса Спелл хочет заключить сделку с признанием своей вины, но Маршалл убеждает его отказаться от этого шага. Позже, в суде, доктор говорит о том, что тело Страбинг покрыто синяками, а под её ногтями найдены маленькие частички кожи. Страбинг заявляет, что лежала связанной на заднем сиденье, когда патрульный остановил Спелла. С помощью этой информации Маршалл и Фридман вынуждают Спелла признаться в лжи о том, что он якобы не имел сексуальной связи с Страбинг.
На суде Спелл свидетельствует о том, что муж Страбинг неоднократно избивал её. В ту ночь Спелл отправился к Страбинг за зарплатой, однако она предложила ему заняться сексом. Спелл согласился и во время секса со Страбинг она царапает его. Боясь забеременеть, Страбинг понимает, что о её измене скоро все узнают и впадает в панику. Спелл посадил Страбинг на заднее сиденье машины и повёз ее к врачу, однако был неожиданно остановлен патрульными. В истерике Страбинг выбегает из машины и пытается покончить жизнь самоубийством, спрыгнув с моста. Однако она выживает, а затем от отчаяния обвиняет Спелла в изнасиловании. Когда Уиллис спрашивает Спелла, почему он не сказал правду, тот отвечает, что знает о случаях линчевания чёрных за секс с белыми женщинами в своей родной Луизиане. Несмотря на возражения Уиллиса, судья Фостер принимает заявление Спелла в качестве свидетельства.
Маршалл должен выехать на другое дело в Новый Орлеан прямо перед вынесением приговора. Понимая, что обвинение рассыпается в суде, Уиллис предлагает Спеллу новую сделку с признанием вины и гораздо меньшим сроком наказания, однако он отказывается. В ночь перед своим отъездом Маршалл с Фридманом готовят заключительное заявление, которое последний сам зачитывает в суде. Белая южанка, став председателем жюри присяжных, выносит оправдательный вердикт. Фридман по телефону сообщает эту радостную новость Маршаллу, который уже занялся новым делом.

## В ролях
| Актёр               | Роль             |
| ------------------- | ---------------- |
| Чедвик Боузман      | Тэргуд Маршалл   |
| Джош Гэд            | Сэм Фридман      |
| Кейт Хадсон         | Элеанор Страбинг |
| Дэн Стивенс         | Лорин Уиллис     |
| Джеймс Кромвелл     | Карл Фостер      |
| Стерлинг Браун      | Джозеф Спелл     |
| Киша Шарп           | Вивьен Бурей     |
| Джон Магаро         | Ирвин Фридман    |
| Роджер Гуэнвёр Смит | Уолтер Уайт      |

| Актёр             | Роль                           |
| ----------------- | ------------------------------ |
| Ана О’Райли       | миссис Ричмонд                 |
| Джереми Бобб      | Джон Страбинг                  |
| Деррик Баскин     | Тэд Ланкастер                  |
| Джеффри Деманн    | доктор Сэйер                   |
| Андра Дей         | певица из «Minton's Playhouse» |
| София Буш         | Дженнифер                      |
| Джасси Смоллетт   | Лэнгстон Хьюз                  |
| Розонда Томас     | Зора Хёрстон                   |
| Марина Скверсьяти | Стелла Фридман                 |

## Производство
Сюжет фильма сфокусирован на истории реального судебного дела «Штат Коннектикут против Джозефа Спелла» 1940 года по обвинению чернокожего в изнасиловании белой женщины, а также на личности защитника обвиняемого — молодого юриста Тэргуда Маршалла, ставшего в дальнейшем первым афроамериканцем в должности судьи Верховного суда США. Режиссёром картины стал Реджинальд Хадлин, известный по таким фильмам, как «Домашняя вечеринка», «Бумеранг» и «Дамский угодник», и отметивший, что его заинтересовала фигура Маршалла как «одного из самых недооцененных героев американской истории». Роль Маршалла взял на себя Чедвик Боузман, будущий главный герой блокбастера «Чёрная пантера». Сценарий был написан известным юристом Майклом Коскоффом и его сыном Джейкобом, тогда как продюсером выступила Пола Вагнер вместе со своей компанией «Chestnut Ridge Productions». Все права на прокат фильма в США приобрела компания «Open Road Films», а на международном рынке — «Sony Pictures Worldwide Acquisitions». Оператором картины стал Ньютон Сигел, известный по фильмам «Люди Икс», «Три короля», «Драйв». Съёмки начались в декабре 2015 года в Лос-Анджелесе, но затем были остановлены из-за занятости Хадлина в качестве продюсера 88-й церемонии «Оскар». В мае 2016 года съёмки были продолжены в Буффало, в том числе в ратуше, центральном вокзале, Дэмен-колледже, Делавэр-парке и у Ниагарского водопада, закончившись к июлю того же года. Всего на производство фильма было потрачено 12 миллионов долларов США.

## Прокат и сборы
20 сентября 2017 года специальный показ фильма прошёл в Говардском университете. 2 октября картина была показана в Китайском театре TCL, однако в частном порядке и только для приглашённых гостей по причине национального траура из-за стрельбы в Лас-Вегасе. 4 октября «Маршалл» стал фильмом открытия международного кинофестиваля в Сан-Диего, а 12 октября — международного кинофестиваля в Чикаго. 13 октября фильм вышел в широкий прокат в США. За первые несколько дней проката в 821 кинотеатре фильм собрал около 3 миллионов долларов, а всего касса составила больше 10 миллионов. Также картина была показана на Гентском международном кинофестивале, Московском фестивале американского кино, кинофестивале «Camerimage», кинофестивале в Мар-дель-Плата, Хэмптонском международном кинофестивале, международном кинофестивале в Буффало.

## Критика
На порталах «Metacritic» и «Rotten Tomatoes» рейтинг фильма составил составил 6,2 () и 6,7 () из 10 баллов, соответственно.
Питер Трэверс (Rolling Stone) отметил, что «Маршалл» — это «решительно развлекательный фильм, но не отличный», однако благодаря затронутым расовым проблемам он выглядит актуальным в контексте сегодняшнего дня, отличается юмором и цельностью сюжета. Армонд Уайт (National Review) написал, что фильм является всего лишь воплощением довольно банального взгляда на деятелей борьбы за гражданские права через объектив поп-культуры со стороны хип-хоп поколения, представителем которого является Хадлин. Манола Даргис (The New York Times) сказала, что фильм в значительной степени выезжает на юморе и комедийности. Мэтт Золлер Сейц (RogerEbert.com) отметил, что Боузман «не слишком озабочен тем, чтобы показать нам настоящий психологический портрет Тэргуда Маршалла», однако в паре с Гэдом являет хороший актёрский дуэт, производящий на зрителя при просмотре фильма ощущение времени и места. Тодд Маккарти (The Hollywood Reporter) заключил, что фильм «достаточно интересен», но в то же время старомоден и изобилует рутинными докудраматическими эпизодами. Джо Моргенстерн (The Wall Street Journal) отметил, что «Маршалл» — «это фильм, который удивляет на каждом шагу», во многом благодаря потрясающей актёрской игре Боузмана и операторскому мастерству Сигела. Ричард Броди (The New Yorker) сказал, что Хадлин привносит в эту историческую драму нужную смесь напористости и эмпатии, тогда как языку идей физическую энергию придаёт именно сценарий Коскоффов.

## Саундтрек
Саундтрек к фильму вышел 29 сентября 2017 года под лейблом «Warner Bros.». Его автором выступил джазовый музыкант Маркус Миллер. Сингл под названием «Stand Up for Something» был написан композитором Дайан Уоррен в сотрудничестве с рэпером Common, который же и записал песню вместе с Андрой Дей. 5 марта 2018 года выступление вошло в программу 90-й церемонии «Оскар», став своего рода политическим высказыванием на тему президентства Дональда Трампа.
| №                   | Название                              | Автор(ы)                                              | Длительность |
| ------------------- | ------------------------------------- | ----------------------------------------------------- | ------------ |
| 1.                  | «Stand Up for Something»              | Андра Дей (feat. Common)                              | 3:44         |
| 2.                  | «Let America Be America Again»        | Marcus Miller, Jussie Smollett                        | 4:29         |
| 3.                  | «Justice Is Coming»                   | Marcus Miller (feat. Wynton Marsalis and Jimmy Heath) | 4:25         |
| 4.                  | «Tale of Two Lawyers»                 | Marcus Miller                                         | 1:57         |
| 5.                  | «Death Travels South»                 | Marcus Miller                                         | 0:59         |
| 6.                  | «NAACP Swing»                         | Marcus Miller                                         | 1:34         |
| 7.                  | «YMCA Swing»                          | Marcus Miller (feat. Wynton Marsalis)                 | 1:14         |
| 8.                  | «Sam Goes Swimming»                   | Marcus Miller                                         | 2:17         |
| 9.                  | «Marshall Meets Sam»                  | Marcus Miller                                         | 1:20         |
| 10.                 | «All Rise»                            | Marcus Miller                                         | 1:23         |
| 11.                 | «But You Can't Speak»                 | Marcus Miller                                         | 1:28         |
| 12.                 | «Trouble in Mind»                     | Marcus Miller (feat. Andra Day)                       | 2:43         |
| 13.                 | «Choices»                             | Marcus Miller (feat. Wynton Marsalis)                 | 2:42         |
| 14.                 | «I Need You (Marshall's Theme)»       | Marcus Miller                                         | 1:07         |
| 15.                 | «Inspect the Scene»                   | Marcus Miller                                         | 1:54         |
| 16.                 | «She Likes You»                       | Marcus Miller                                         | 0:47         |
| 17.                 | «Marshall's Theme [Swagger Version]»  | Marcus Miller                                         | 1:57         |
| 18.                 | «Pebbles in Court»                    | Marcus Miller                                         | 1:11         |
| 19.                 | «We Got the Law (Marshall's Theme)»   | Marcus Miller                                         | 1:05         |
| 20.                 | «Eleanor Enters the Courtroom»        | Marcus Miller                                         | 0:49         |
| 21.                 | «Eleanor's Testimony»                 | Marcus Miller                                         | 1:45         |
| 22.                 | «Marshall's Swagger at the Algonquin» | Marcus Miller                                         | 1:43         |
| 23.                 | «Moanin' Blues»                       | Marcus Miller                                         | 1:29         |
| 24.                 | «Marshall V. Friedman»                | Marcus Miller (feat. Wynton Marsalis)                 | 2:15         |
| 25.                 | «Spell's Recollection»                | Marcus Miller                                         | 2:34         |
| 26.                 | «The Verdict»                         | Marcus Miller                                         | 1:30         |
| 27.                 | «For the Love of Freedom»             | Marcus Miller                                         | 2:32         |
| 28.                 | «Marshall Speaks»                     | Marcus Miller                                         | 2:24         |
| Общая длительность: | Общая длительность:                   | Общая длительность:                                   | 55:18        |

## Награды и номинации
| Премия                                           | Год  | Категория                                                | Номинант                                                    | Результат  | П.     |
| ------------------------------------------------ | ---- | -------------------------------------------------------- | ----------------------------------------------------------- | ---------- | ------ |
| Оскар                                            | 2018 | Лучшая музыка к фильму                                   | «Stand Up for Something» (Дайан Уоррен, Common)             | Номинация  | [ 54 ] |
| AARP Movies for Grownups Award                   | 2018 | Лучший режиссёр                                          | Реджинальд Хадлин                                           | Номинация  | [ 55 ] |
| Премия Ассоциации афро-американских кинокритиков | 2017 | Топ-10 фильмов                                           | «Маршалл»                                                   | 10-е место | [ 56 ] |
| Black Reel Awards                                | 2018 | Лучший фильм                                             | «Маршалл» (Реджинальд Хадлин, Пола Вагнер, Джонатан Сэнгер) | Ожидается  | [ 57 ] |
| Black Reel Awards                                | 2018 | Лучший актёр                                             | Чедвик Боузман                                              | Ожидается  | [ 57 ] |
| Black Reel Awards                                | 2018 | Лучший режиссёр                                          | Реджинальд Хадлин                                           | Ожидается  | [ 57 ] |
| Black Reel Awards                                | 2018 | Лучший актёрский состав                                  | «Маршалл» (Виктория Томас)                                  | Ожидается  | [ 57 ] |
| Black Reel Awards                                | 2018 | Лучшая музыка                                            | Маркус Миллер                                               | Ожидается  | [ 57 ] |
| Black Reel Awards                                | 2018 | Лучшая песня                                             | «Stand Up for Something» (Дайан Уоррен, Common, Андра Дей)  | Ожидается  | [ 57 ] |
| Black Reel Awards                                | 2018 | Лучший прорыв актёра                                     | Стерлинг Браун                                              | Ожидается  | [ 57 ] |
| Critics’ Choice Movie Awards                     | 2018 | Лучшая песня                                             | «Stand Up for Something»                                    | Номинация  | [ 58 ] |
| Международный кинофестиваль в Чикаго             | 2017 | Зрительская премия за лучшую картину на английском языке | «Маршалл» (Реджинальд Хадлин)                               | Победа     | [ 59 ] |
| Грэмми                                           | 2018 | Лучшая песня, написанная для визуального медиа           | «Stand Up for Something» (Дайан Уоррен, Common, Андра Дей)  | Номинация  | [ 60 ] |
| Hollywood Film Awards                            | 2017 | Песня года                                               | «Stand Up for Something» (Дайан Уоррен, Common, Андра Дей)  | Победа     | [ 61 ] |
| NAACP Image Award                                | 2018 | Лучший полнометражный фильм                              | «Маршалл»                                                   | Номинация  | [ 62 ] |
| NAACP Image Award                                | 2018 | Лучший актёр полнометражного фильма                      | Чедвик Боузман                                              | Номинация  | [ 62 ] |
| NAACP Image Award                                | 2018 | Лучший второстепенный актёр полнометражного фильма       | Стерлинг Браун                                              | Номинация  | [ 62 ] |
| NAACP Image Award                                | 2018 | Лучшая второстепенная актриса полнометражного фильма     | Киша Шарп                                                   | Номинация  | [ 62 ] |
| NAACP Image Award                                | 2018 | Лучший режиссёр полнометражного фильма                   | Реджинальд Хадлин                                           | Номинация  | [ 62 ] |
| Премия Общества кинокритиков Финикса             | 2017 | Незамеченный фильм года                                  | «Маршалл»                                                   | Номинация  | [ 63 ] |
| Премия «Спутник»                                 | 2017 | Лучшая песня                                             | «Stand Up for Something»                                    | Победа     | [ 64 ] |